# Sosineura mimica
Sosineura mimica is een vlinder uit de familie van de Carposinidae. De wetenschappelijke naam van de soort is voor het eerst geldig gepubliceerd in 1893 door Lower.